# Список наград Шакиры
Шаки́ра — колумбийская певица, танцовщица, автор песен, композитор и музыкальный продюсер, ставшая всемирно известной после выхода сингла «Whenever, Wherever» с альбома «Laundry Service» в 2001 году. С момента начала своей карьеры Шакира стала одной из наиболее успешных латиноамериканских исполнительниц, продав более 75 млн копий альбомов и получив более 200 различных наград, включая две награды Грэмми и восемь Латинских Грэмми.

## Награды

### 2012
- Кавалер ордена Искусств и литературы (Франция)[1]

### 2011
- Virgin Media Awards — Лучшая певица
- Latin Billboard Music Awards — Лучшая женская исполнительница
- Latin Billboard Music Awards — Лучший женский альбом (Sale el Sol)
- Latin Billboard Music Awards — Лучшая поп-исполнительница на радио
- Latin Billboard Music Awards — Лучший цифровой альбом (Sale el Sol)
- Latin Billboard Music Awards — Лучшая активность в социальных сетях
- Latin Billboard Music Awards — Самая скачиваемая композиция (Waka Waka)
- Billboard Music Awards — Лучший латинский исполнитель
- Billboard Music Awards — Лучшая латинская песня (Waka Waka)

### 2008
- ALMA

### 2007
- MTV Video Music Awards — Дуэт года (Beautiful liar)
- Premios Oye! — Песня года (Shakira & Alejandro Sanz — «Te Lo Agradezco Pero No»)
- Latin Billboard Awards — Лучшая латинская песня, Дуэт года («Hips Don’t Lie» —- Shakira and Wyclef Jean)
- BMI Awards — Латинская песня года («La Tortura»)
- BMI Awards — Латинский рингтон года
- People’s Choice Awards — Лучшая поп-песня («Hips Don’t Lie»)

### 2006
- American Music Awards — Лучший латинский исполнитель
- Latin Grammy Award — Лучший проектируемый альбом («Fijación Oral Vol. 1»)
- Latin Grammy Award — Лучший альбом поп-певицы («Fijación Oral Vol. 1»)
- Latin Grammy Award — Песня года («La Tortura»)
- Latin Grammy Award — Альбом года («Fijación Oral Vol. 1»)
- Latin Grammy Award — Запись года («La Tortura»)
- MTV Video Music Awards — Лучшая хореография («Hips Don’t Lie»)
- Alma Awards — Выдающееся музыкальное выступление
- Alma Awards — Лучший испаноязычный альбом («Fijación Oral Vol. 1»)
- Latin Billboard Awards — Лучший альбом года поп-певицы («Fijación Oral Vol. 1»)
- Latin Billboard Awards — Spirit of Hope Award
- Latin Billboard Awards — Лучшая латинская песня года («La Tortura»)
- Latin Billboard Awards — Лучший дуэт года («La Tortura» — Shakira and Alejandro Sanz)
- Latin Billboard Awards — Лучшая латинская песня года на радио («La Tortura»)
- Latin Billboard Awards — Латинский рингтон года («La Tortura»)
- Latin Music Awards — Лучший поп-альбом года («Fijación Oral Vol. 1»)
- Latin Music Awards — Лучшая поп-сингл года («La Tortura»)
- Latin Music Awards — Лучшая поп группа или дуэт («La Tortura» with Alejandro Sanz)
- Grammy Awards — Лучший латинский альбом года(«Fijación Oral Vol. 1»)
- NRJ Awards — Лучшая интернацианнальная песня («La Tortura»)

### 2005
- MTV Latin Awards — Mejor Artista Femenina
- MTV Latin Awards — Mejor Artista Pop
- MTV Latin Awards — Mejor Artista Centro
- MTV Latin Awards — Video del Año — «La Tortura»
- MTV Latin Awards — Artista del Año
- Billboard Music Awards — Hot Latin Song
- Billboard Music Awards — Best Latin Pop Artist
- Billboard Music Awards — Latin Pop Album
- American Music Awards — Favorite Latin Artist
- MTV Europe Awards — Best Female Artist
- Premios Juventud — Dynamtc Duo
- Premios Juventud — Best Moves
- Premios Juventud — I Hear Her Everywhere
- Premios Juventud — Favorite Pop Star
- Premios Juventud — Rock en Espanol

### 2004
- Premio Lo Nuestro — Лучшая поп-певица

### 2003
- Echo Award — Best Female Pop Artist
- World Music Award — Best Latin Female Artist
- Amadeus Award — Best Song Of The Year («Whenever, Wherever»)
- Luna Award — Best Latin Pop Artist
- NRJ Award — Best International Song («Whenever, Wherever»)
- NRJ Award — Best International AJbum («Laundry Service»)
- NRJ Award — Best International Female Artist

### 2002
- Premio Lo Nuestro — Best Female Pop Artist
- Bravo Supershow Otto Award — Shooting Star Female
- TMF Award — Best New Artist International
- BMI Award — Latin Song Of The Year («Suerte»)
- Ondas Award
- Ritmo Latino Music Award — Best Video («Whenever, Wherever»)
- Much Music Canada Award — Best International Video («Whenever, Wherever»)
- Much Muse Canada Award — Best Internation Artist
- Latin Grammy Award — Best Music Video («Suerte»)
- MTV Latinoamérica Award — Artist Of The Year
- MTV Latinoamérica Award — Video of the Year («Suerte»)
- MTV Latinoamérioa Award — Best Pop Artist
- MTV Latinoamérica Award — Best Female Singer

### 2001
- Grammy Award — Best Latin Pop Album («MTV Unplugged»)
- Globo Award — Best Female Pop Album
- Billboard Latin Music Award — Best Latin Album («MTV Unplugged»)
- Premio Lo Nuestro — Rock Album of The Year («MTV Unplugged»)
- Premio Lo Nuestro — Rock Performance Of the Year

### 2000
- Latin Grammy Award — Best Female Rock Vocal Performance («Octavo Día»)
- Latin Grammy Award — Best Female Pop Vocal Performance («Ojos Así»)
- Nickelodeon Kids choice Award
- Gardel Award
- MTV VMLA People’s Choice Award — Favorite Video («Ojos Así»)

### 1999
- Premio Amigo — Best Latin-American Solo Artist
- Premio Lo Nuestro — Best Pop Artist, Female
- Casandra Award — Best Album Of The Year
- Best Pop Album — «Dónde Están Los Ladrones»
- Billboard Latin Music Award — Лучшая поп-певица
- Ritmo Latino Music Award — Лучшая поп-певица
- Globo Award — Лучший альбом поп-исполнительницы

### 1998
- Premio Eres — Лучшее выступлении поп-певицы
- World Music Award — Лучший латинский артист
- Super Congo de Oro — Carnaval de Barranquilta

### 1997
- Premio Lo Nuestro — Лучшая поп-певица года
- Premio Lo Nuestro — Лучшее открытие года
- Billboard Latin Music Award — Лучший альбом, «Pies Descalzos»
- Billboard Latin Music Award — Лучшее видео, «Estoy Aquí»
- Billboard Latin Music Award — Лучшее открытие года
- Casandra Award — Лучшая латинская певица года
- Eras Award — Лучшая поп-певица года

### 1996
- Sony Music/Colombia Prisma De Diamante — Pies Descalzos: 1 million sold CDs
- Eres Award

### 1994
- TV Guía — Лучшая певица года

### 1993
- Viña del Mar — La Antorcha de Plata («Серебряная чайка»)

### 1992
- Super Estrella De Oro[2] («Золотая звезда»)